# 山野辺義正
山野辺 義正（やまのべ よしまさ）は、江戸時代後期の水戸藩家老。2代助川海防城主。

## 生涯
文政7年（1824年）、山野辺義観の長男として生まれる。天保12年（1841年）、藩主徳川斉昭の三女・祝姫を娶る。
弘化2年（1845年）、義観の隠居により家督を相続、助川海防城主となった。元来病弱であったことに加え、先代藩主（前年に隠居して嫡男慶篤に家督を譲った）斉昭の活動と幕府の関係、複雑な藩内闘争が重なり、嘉永2年（1849年）26歳で死去した。助川東平山に葬られ、懐子の諡号を与えられた。
妻の祝姫は義正の死から4年目の嘉永6年（1853年）、27歳で死去した。

## 参考資料
- 鈴木彰『幕末の日立―助川海防城の全貌』常陸書房、1974年
- 鈴木彰『助川海防城―幕末水戸藩の海防策』崙書房、1979年